# Costa Sur (Nueva Gales del Sur)
La Costa Sur se refiere a la estrecha franja costera desde el distrito de Shoalhaven en el norte hasta la frontera estatal con Victoria en el sur en la parte sureste del estado de Nueva Gales del Sur, Australia. Limita al oeste con la escarpa costera de las Mesetas del Sur, y está cubierto en gran parte por una serie de parques nacionales, a saber, el Parque Nacional de la Bahía de Jervis, el Parque Nacional de Eurobodalla y el Parque Nacional de Beowa. Al este se encuentra la costa del Océano Pacífico, que se caracteriza por onduladas tierras de cultivo, pequeños pueblos y aldeas a lo largo de una costa rocosa, intercaladas por numerosas playas y lagos.
La Costa Sur incluye el distrito de Shoalhaven, en el norte, y el valle de Bega en el sur más remoto, así como el condado de Eurobodalla y el territorio de la Commonwealth de Jervis Bay, adyacente al Área de Gobierno Local de la ciudad de Shoalhaven. Algunas definiciones de la región incluyen Illawarra, pero suele considerarse una región distinta y separada de Nueva Gales del Sur.  

## Clima
La región tiene un clima templado suave y cálido. Las temperaturas máximas oscilan entre unos 30 °C (86 °F) en verano y aproximadamente 17 °C (62 °F) en invierno. Sin embargo, las precipitaciones tienden a ser irregulares, ya que pueden producirse fuertes tormentas. Estas tormentas pueden producirse en cualquier época del año, pero son más frecuentes a finales de otoño e inicios de invierno. Cuando un fuerte anticiclón se sitúa al sur de estos sistemas de bajas presiones, pueden producirse precipitaciones de hasta 350 mm en un día y 500 mm en dos días. Por ejemplo, en mayo de 1925 la región recibió una media de hasta 860 milímetros de lluvia, y algunos lugares llegaron a recibir 1270 mm en todo el mes. Sin embargo, en años secos, la región puede recibir tan solo 400 mm durante todo el año. Además, Bega recibió 380 mm en mayo de 1944 y más de 400 mm en dos días de abril de 1945, pero solo unos 200 mm en los diez meses intermedios.
Un informe de 2011 de la Comisión del Clima destacó los riesgos de los efectos del cambio climático en las zonas de la Costa Sur e Illawarra . Estos riesgos incluían una mayor probabilidad de grandes incendios, inundaciones costeras, cambios en los patrones de precipitaciones y tormentas más intensas, todo lo cual afectaba la biodiversidad de la región. 
Aunque la región experimenta un clima oceánico templado, el Parque Nacional de Gulaga es la zona más meridional del estado de Nueva Gales del Sur que presenta una selva tropical subtropical . 

## Transporte
La Illawarra Steam Navigation Company prestó servicio a la Costa Sur y a Illawarra mediante barcos que transportaban pasajeros y mercancías desde la década de 1850 hasta la de 1950.
La línea ferroviaria NSW TrainLink Illawarra da servicio a Berry antes de finalizar en Bomaderry, situada aproximadamente a 123 kilómetros al sur de Sydney, en el lado norte del río Shoalhaven. Hay servicios de autobús a localidades situadas al sur de Nowra.
Los aeropuertos de Merimbula y Moruya son los dos principales de la región y ofrecen vuelos diarios a Sídney y Melbourne operados por Rex Airlines.
La región de la Costa Sur está atravesada por la Princes Highway, que une Sydney y Melbourne por la costa, pero es más larga que la Hume Highway, que es la ruta directa entre las dos ciudades. Se llega a la región desde Canberra al oeste por la Kings Highway .
Las conexiones por carretera con Sídney no se completaron hasta la segunda mitad del siglo XX, cuando en 1956 se construyó un puente sobre el río Clyde en Batemans Bay. Anteriormente, para cruzar el río se utilizaba una batea. El puente de Narooma se terminó en 1931 y fue el primer puente importante construido en la autopista Princes Highway por la Junta de Carreteras Principales, que se había inaugurado en 1920, como parte de sus esfuerzos por desarrollarla.

## Poblaciones
Las principales ciudades de la Costa Sur incluyen:
- Las ciudades de Shoalhaven incluyen: Berry, Nowra, Ulladulla, Milton, Mollymook, Lake Conjola y Culburra Beach .
- Las ciudades del condado de Eurobodalla: Batemans Bay, Moruya y Narooma. También incluye Tilba, donde se filmó la serie de televisión australiana River Cottage Australia.
- Las ciudades de la comarca de Bega Valley (Bega, Merimbula, Pambula y Eden). También incluye Cobargo, sede del festival anual de música folk.

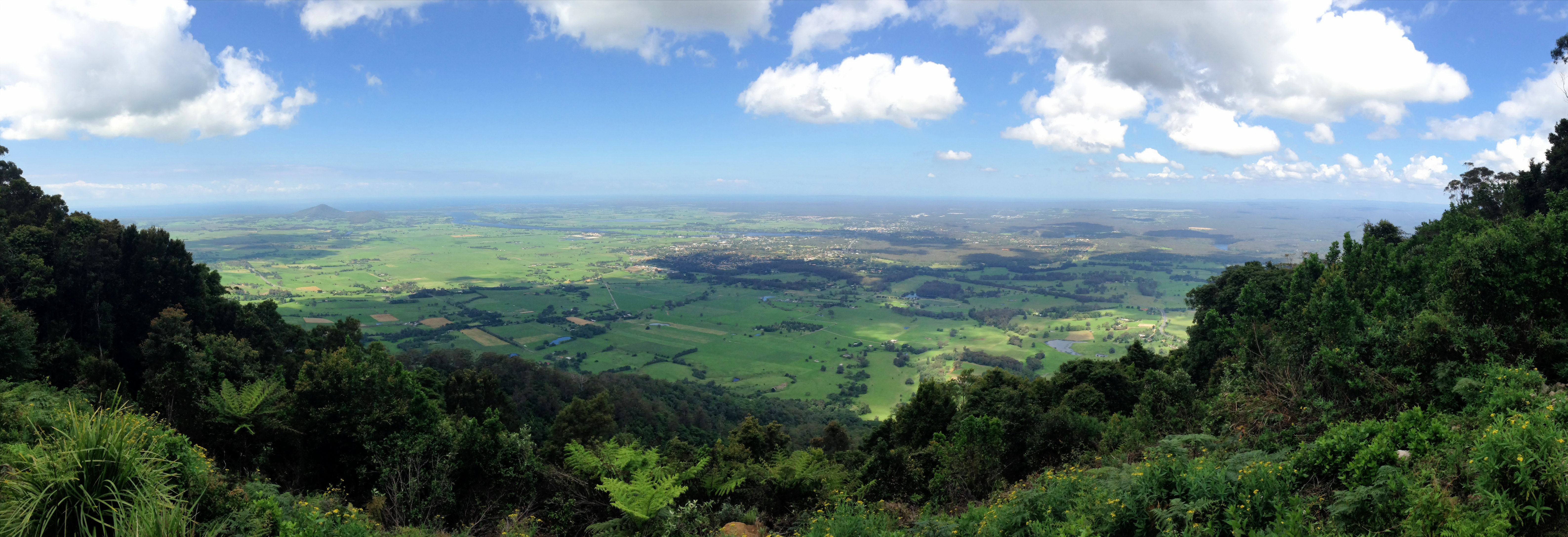
Nowra desde el mirador de Cambewarra